# Velešice (Hoštka)
Velešice je malá vesnice, část města Hoštka v okrese Litoměřice. Nachází se asi 2 km na východ od Hoštky. V roce 2009 zde bylo evidováno 43 adres. V roce 2011 zde trvale žilo 94 obyvatel.
Velešice leží v katastrálním území Velešice u Hoštky o rozloze 3,38 km2.

## Historie
Nejstarší písemná zmínka pochází z roku 1320.

## Obyvatelstvo
|           | 1869 | 1880 | 1890 | 1900 | 1910 | 1921 | 1930 | 1950 | 1961 | 1970 | 1980 | 1991 | 2001 | 2011 |
| --------- | ---- | ---- | ---- | ---- | ---- | ---- | ---- | ---- | ---- | ---- | ---- | ---- | ---- | ---- |
| Obyvatelé | 292  | 315  | 294  | 302  | 296  | 311  | 282  | 179  | 134  | 144  | 89   | 82   | 78   | 94   |
| Domy      | 62   | 67   | 63   | 64   | 63   | 64   | 65   | 47   | 34   | 34   | 27   | 28   | 33   | 33   |